# 海 (電影)
《海》又名《血之魂》是一部2000年的西班牙電影，阿古斯丁·畢亞龍迦導演，羅傑·卡薩梅傑主演，改編自布萊·博內的小說。故事設置在馬約卡島，講述三個自幼相識的朋友的故事。他們幼時曾在西班牙內戰期間目睹一起暴力事件而留下心靈創傷，這影響到他們以後的命運。十年之後，已是青年的他們在一間結核病患者療養院重聚。此片於柏林國際影展獲曼夫雷·索茲柏獎。

## 劇情簡介
時値西班牙內戰時期，一場悲劇致使兩名男孩喪生，拉馬耀、曼紐和法蘭西絲卡作為事件見證者，從此背負著朋友死亡的陰影。多年後，為了治療肺結核，三人意外在當地的療養院重逢。曼紐虔誠於天主教，一心想為過去贖罪。當年暗戀拉馬耀的女孩法蘭西絲卡也已成為一名修女，在醫院擔任義工。拉馬耀則夢想著一日能拋開一切，去到遙遠的大海。然而，越想從祈禱中尋求安慰的曼紐越受到他自己對拉馬耀強烈感情的折磨......

## 主要角色
- 羅傑·卡薩梅傑（英语：Roger Casamajor） 飾 拉馬耀
- 布魯諾·柏哥錫尼 飾 曼紐
- 安東妮亞·朶蕾 飾 法蘭西絲卡修女
- 安吉拉·莫琳娜（英语：Ángela Molina） 飾 卡門
- 西門·安德魯（英语：Simón Andreu） 飾 艾爾坎塔拉
- 朱利·米拉 飾 尤金尼·莫雷

## 外部連結
- 互联网电影数据库（IMDb）上《海》的资料（英文）
- AllMovie上《海》的资料（英文）
- 爛番茄上《海》的資料（英文）